# Бершадь
Бе́ршадь — місто в Україні, у  Вінницькій області. Розташоване на берегах річки Дохна (басейн Південного Бугу). Входить до Гайсинського району. До 2020 було адміністративним центром Бершадського району.

## Назва міста
Дехто вважає, що назва походить від тюркського «брег» — охорона, інші що назва походить від татарського «береш» — бій, битва. І в цих поясненнях є велика частка ймовірності, адже річка Дохна, на якій розміщена Бершадь, була кордоном між Україною і Кримським ханством. 
Існує легенда про дочку воєводи — Бершади, яка очолила захист міста від татар. Існує й таке пояснення — назва походить від прізвища німця — Бернша, який першим почав забудову поселення.

## Населення
17,7 тис. осіб (перепис 2001 року), у 1990 році було 19,2 тис. мешканців.

### Національний склад
Національний склад населення за даними перепису 2001 року:
| Національність  | Відсоток |
| --------------- | -------- |
| українці        | 89,29%   |
| росіяни         | 8,98%    |
| євреї           | 0,61%    |
| молдовани       | 0,33%    |
| білоруси        | 0,17%    |
| вірмени         | 0,15%    |
| поляки          | 0,12%    |
| роми            | 0,10%    |
| інші/не вказали | 0,25%    |

### Мовний склад
Рідна мова населення за даними перепису 2001 року:
| Мова            | Чисельність, осіб | Доля   |
| --------------- | ----------------- | ------ |
| Українська      | 16 979            | 90,89% |
| Російська       | 1 123             | 8,52%  |
| Румунська       | 26                | 0,20%  |
| Єврейська       | 21                | 0,16%  |
| Вірменська      | 13                | 0,10%  |
| Білоруська      | 5                 | 0,04%  |
| Угорська        | 2                 | 0,01%  |
| Болгарська      | 1                 | 0,01%  |
| Гагаузька       | 1                 | 0.01%  |
| Інші/Не вказали | 8                 | 0,06%  |
| Разом           | 13 179            | 100%   |

##### Єврейська громада
У 1765 році в Бершаді жило 438 євреїв, в 1787 році — 650, в 1818 році — 3370, в 1897 році — 6603 (74,3 % від всього населення), в 1910 році — 7400 (60,7 %), в 1939 році — 4271 (74 %), в 1959 році — близько 2,2 тис. , в 1970 році — близько 1,8 тис. (15,8 %); в 1979 році — близько 1,5 тис. (11,9 %). Громада постраждала під час більшовицької революції і громадянської війни від усіх боків конфлікту, німецько-радянської війни від німецьких військ та їх посібників. У 1990-ті роки більшість євреїв емігрувала до Ізраїлю і США. У 1998 в Бершаді жило 180 євреїв, в 2001 році — 70.

## Історичні місцевості у складі Бершаді
- Піско-Бершадь, або Піски Бершадські — територія на правому березі річки Дохни, де зараз розміщені пасажирський автопарк, пивокомбінат, завод продтоварів, «Агромаш».
- Пилипонівка — старообрядницьке село, засноване 1797 року. Зараз правий бік вулиці Покровської.
- Бершадський Тартак — хутір що виник наприкінці XVIII століття. В 1957 році включене до Бершаді, зараз це вулиця Маяковського.
- Жорняки — поселення що виникло у кінці XVIII — на початку XIX століття, з 1957 року входять до складу Бершаді.
- Колосіївка увійшла складу Бершаді до Другої Світової війни, розташовувалась по нинішній вулиці Ярослава Мудрого.
- однойменне село Бершадь — західні окраїни міста на місці нинішніх вулиць Ніколаєнка, 8 Березня, Коцюбинського, Будкевича, Юрія Коваленка до межі з Бирлівкою. 5 травня 1965 року село об'єднано із смт Бершадь.[6][7]

## Історія
Поблизу міста виявлено пам'ятку трипільської культури.
В центрі міста розташовані костел і синагога — пам'ятки архітектури XVIII ст. До них можна віднести найстарший в Україні цукровий завод, побудований в 1827 на р. Бершадь. Він внесений до Реєстру історичних міст України.

### Велике князівство Литовське
Місто Бершадь відоме з 1459 року як фортеця з шестиметровим валом на південному кордоні Литовського князівства.
В середині XIV ст. Поділля було самостійним князівством, на чолі якого стояла родина князів Коріатовичів. Брати Юрій, Олександр, Костянтин та Федір вдало лавірували між сильними сусідами — Литвою, Волинню і Польщею, орієнтуючись більше на останню. Згодом, литовський князь Вітовт, зосереджуючи усі сили проти Польщі, наділив подільськими землями іншого представника з когорти Гедиміновичів — Корибута-Дмитра Ольгердовича, сина славнозвісного Ольгерда. Якщо це так, то князь Корибут є родоначальником відомих у нашому краї династій Збаразьких та Вишневецьких. Надалі литовська влада зміцнює свої позиції у Східному Поділлі, будуючи ряд нових укріплень, у тому числі в Літині, Могильові, Теплику, Бершаді.
За місцевою традицією часом появи Бершаді вважають 1459 рік. Ця дата умовна, адже підтвердження її архівними даними допоки не відоме. Можна лише стверджувати, що розташування Бершаді свідчить на користь досить раннього існування тут поселення та зведення литовської фортеці. До речі, час, про який говоримо, був досить сприятливим для просування цивілізованого життя в степи між Дніпром і Дністром.
Однак, на рубежі XV—XVI ст. майже всі українські землі були спустошені кримськими татарами. Залишатися жити на татарському порубіжжі могли тільки відчайдухи, які й започаткували нову військово-господарську корпорацію — козацтво.

### Річ Посполита (1569—1648)
В 1569 р. Литва та Польща об'єдналися, що сприяло потужній хвилі шляхетської і селянської колонізації краю.
Протягом XVI ст. у Європі різко зросло споживання. Землевласники відреагували оперативно й почали на Брацлавщині випасати худобу на експорт, створювати фільварки, розвивати селітряну промисловість, потрібну для виробництва пороху. Отже, саме власники великих і малих маєтностей мали вирішальний позитивний вплив на розвиток краю. З часом найбільшими землевласниками тут стали князі Збаразькі.
Тільки на Брацлавщині їх володіння обіймали Прилуцький ключ та територію від Погребища до Бершаді, від Ладижина до Немирова.
Можна припустити, що Бершадь та ряд сусідніх із нею волостей потрапили до Збаразьких десь на самому кінці XVI ст. Відомо, що осадчий Збаразького Василь Босий поставив у Бершаді фортецю, яка згодом стала гніздом місцевого козацтва.
Цікаво, що сеймовою ухвалою 1609 р. за значні заслуги перед короною польський магнат Валенти-Александр Калиновський отримав Уманщину. Тож володіння двох знаних родин стикалися саме на Бершадщині, імовірно вздовж річки Південний Буг.

По смерті Єжи Збаразького, пінського старости, королівського кравчого, краківського каштеляна, останнього з роду, вся власність Збаразьких переходить до його тітки Маруші Загоровської, а від неї — до доньки Анни, дружини Костянтина Вишневецького, воєводи руського. Отже, маєтності, у тому числі й Бершадська волость, потрапили до рук Вишневецьких.

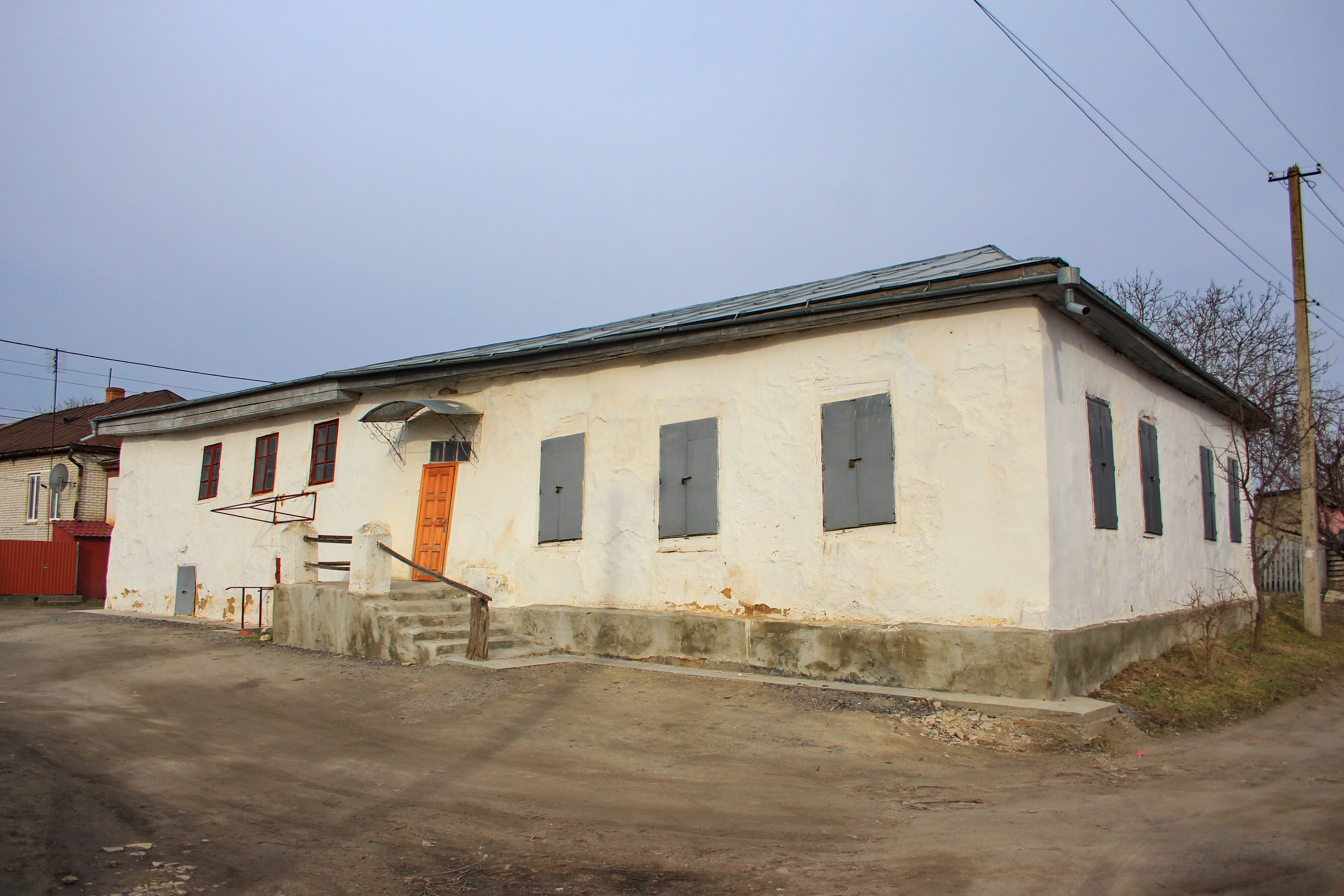
Мала синагога (Бершадь)

Іван Франко, говорячи про фатальну помилку поляків, зауважував, що Варшава сама ж надсилала коронні війська для знищення козацтва, яке було одним природним захисником кордонів польської та української земель від татар й, відповідно, повинно було бути самим вірним союзником Польщі.
За посилення кордону якраз виступали брати Збаразькі, але марно. «Битися зараз треба, а не просити», — говорили вони. Їхню позицію можна зрозуміти, адже володіння родини на Брацлавщині безпосередньо виходили до небезпечних південних рубежів. Як відомо, кордон із Туреччиною проходив тоді по річці Саврань. Тобто Бершадь була прикордонною фортецею.
В 1617 р. Річ Посполита опинилася перед загрозою з боку османів, які вислали в Україну свого найкращого полководця Іскендер-пашу. Був укладений Бушівський договір, за яким польська сторона брала на себе зобов'язання платити данину татарам, не втручатися у справи Молдавії, Трансільванії та Валахії, заборонити козакам виходити в Чорне море, зруйнувати прикордонні козацькі фортеці Бершадь і Рашків, а Хотин відали Османам.
Про сумні події 1617 р. розповідає І. Франко у статті «Спалення Бершаді». Під час польсько-турецьких переговорів у Буші турки скаржилися: здобувши через свою енергію у всяких ділах становище старшини в Бершаді, Василь Босий призвичаїв міщан до того, що вони відти почали робити часті напади. Недовго перед тим, наприклад, Босий, узявши в полон свояка одного із турецьких воєвод, демонстративно тримав його в кайданах. Посланці султана Ахмеда скаржилися на зухвальства козаків і виставляли давні і нові шкоди. Під цим приводом вони домагалися знищення містечок, що були осідками козаків. Поляки опиралися вимозі знищити стільки важливих фортець. І тоді турки виголосили ультиматум султана, що коли поляки не згодяться зруйнувати свого містечка Бершаді, розташованого над річкою Аскіякою, прозваною Малим Дніпром, їм велено зірвати переговори. Гонорова шляхта зметикувала, «що легше дійти до миру через шкоду, ніж через війну». Поляки лише остерігалися, щоб цьому не спротивилися князі Збаразькі, яким належало містечко. Одначе все залагодив великий коронний гетьман Жолкевський. Він домовився із Єжи Збаразьким, котрий на той час перебував зі своїми вояками у розташуванні гетьманських військ. Останній великодушно відступив Бершадь. Тим більше, що після козацького нападу на його маєтки у 1613 р. старший Збаразький став противником козацтва.
Напередодні нищення Бершаді козаків терміново послали у похід, начебто перейняти орду. Тоді посланець князя на прізвище Пясковський прибув з польським загоном до Бершаді. Повідомивши міщан, що їм загрожує напад ворогів, він схилив їх до того, аби схоронилися в безпечніше місце. Сам же, не гаючи часу, велів кільком посвяченим у таємницю людям підпалити містечко.
Усі міста того часу, як твердив подорожній Павло Алепський, були укріплені. Вони мали вал з дерев'яним частоколом для відбиття атак кінноти, а другий вал — «замок» — мав, звичайно, подвійний ряд укріплень з рівчаком поміж ними. Рештки старих земельних валів-укріплень зберігалися у Бершаді довгий час й, навіть, потрапили до міського герба 1796 року, а також до сучасного герба. Ще у середині минулого століття про наявність валів свідчили спеціалісти, які вели паспортизацію пам'яток історії та культури. Зараз у переліку таких пам'яток району бершадські вали не значаться. Місцеві краєзнавці вказують на правий берег річки Дохно в межах сучасного міського автовокзалу та підприємства «Агромаш», де розташовують козацьку фортецю.

Після подій 1617 р. краківський літописець Петрицій оповідає, що 
|  | козаки, розлючені, не лише до порту і найближчих приморських, а й до внутрішніх міст і сіл турецьких стали проникати, облягати й руйнувати |

. Отже, бершадські козаки не знали про замисел шляхти й були впевнені, що місто спалили турки.
Мешканці Бершаді були переведені на лівий берег Дохни, де засновано нове містечко. До нього прибуло багато євреїв, які займалися торгівлею, ремісництвом та корчмарством. В історії Бершаді започатковувався етап — становлення торговельно-ремісничого містечка, яким воно й залишилося до XX століття.
Історія міста пов'язана з іменем героя Визвольної війни 1648—1657 рр. М.Кривоноса. Здавна місто вважалось форпостом, який захищав Поділля від турецьких та татарських завойовників. Про це нагадують оборонні вали.

### Гетьманщина
В 1648 році Бершадь стала сотенним містом Уманського полку Козаки полку брали участь у військових діях проти влади Польщі. Бершадь розташована за 35 км від місця історичної битви Богдана Хмельницького під Батогом.

### Річ Посполита (1667—1793)

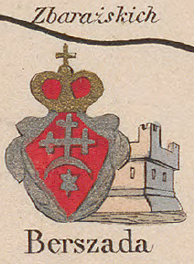
Бершадь на мапі Зигмунда Герстмана

У 1667 році Бершадь відійшла до Польщі після укладення Андрусівського миру.
1672 році місто було зруйновано військами Османської імперії. 1734 року козаки міста приєдналися до гайдамак.

### Російська імперія
В 1793 відійшло до Російської імперії. В 1797 році Бершадь повітове місто Подільської губернії, а з 1804 року Бершадь містечко Ольгопільського повіту.

#### Бершадський палац

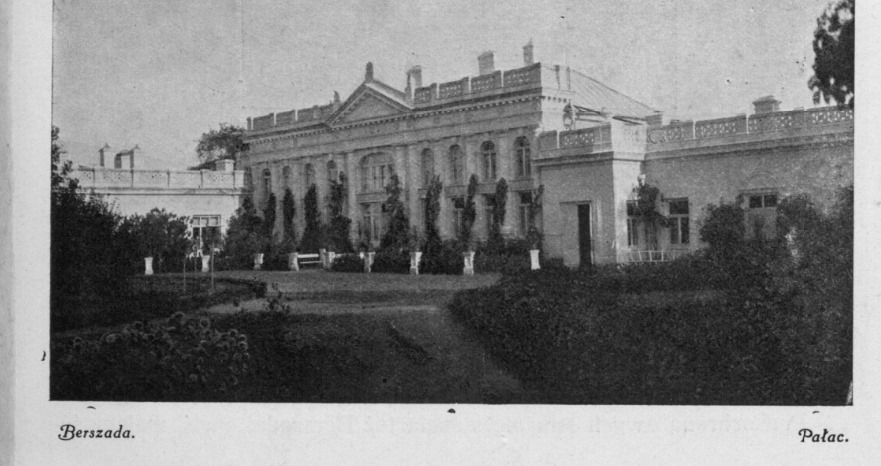

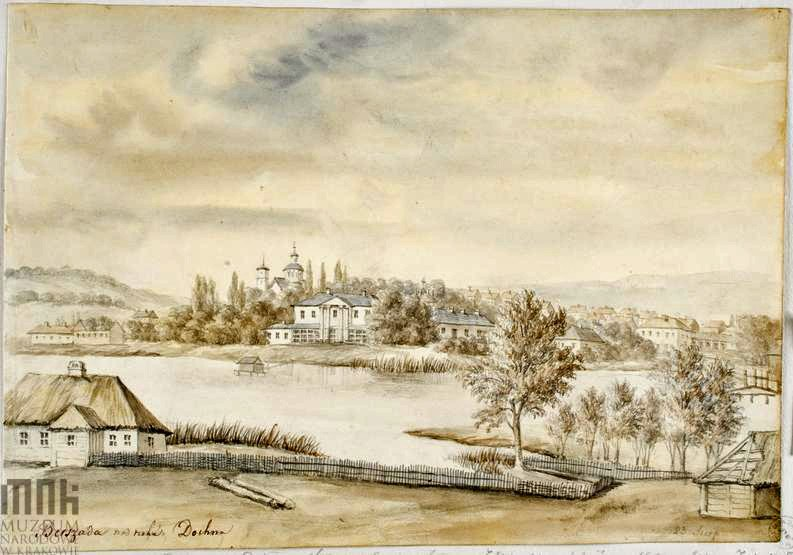

Петро Мошинський в 1819 заклав в Бершаді свою головну резиденцію і вибудував в Бершаді над ставом р. Дохни класичний палац. Палац був перебудований архітектором Любовидзьким в стилі «флорентійський ампир». Палац оточував рів, через який до палацу був перекинутий міст. В палаці була величезна бібліотека з архівами. Посередині парку знаходилася неоготська каплиця з гробами Мошинських та Юревичів. Декорації в каплиці були виконані італійцями. За каплицею на березі ставка знаходилися два білі сфінкси з лавами. На стави плавали багато лебедів. Краєвид місцевості над річкою Дохна малював Наполеон Орда.
Станом на 1885 рік у колишньому власницькому містечку Бершадської волості Ольгопільського повіту Подольської губернії мешкало 3354 особи, налічувалось 423 дворових господарства, існували 3 православні церкви, католицька каплиця, 2 синагоги, 7 єврейських молитовних будинків, молитовний будинок розкольників, 6 постоялих дворів, 14 постоялих будинків, 145 лавок, базари по п'ятницях та неділях, 4 водяних і вітряних млини, черепичний та винокурний заводи. За 4 версти — Бершадський чоловічий монастир з 4 православними церквами, богодільнею та ремесленим училищем. За 16 верст — винокурний завод. За 15 верст — бурякоцукровий завод.
Під час першої російської революції у 1906 році робітники цукрового заводу створили заводський комітет. Його члени взяли участь у роботі з'їзду представників робітників цукрових заводів Ольгопільського повіту, який відбувся у серпні 1917 року. З'їзд створив районний комітет профспілки трудящих цукрових заводів з постійним місцем перебуванням в місті.

### Визвольні змагання українців 1917—1921 років
Під час громадянської війни влада переходила з рук в руки. В серпні 1918 року тут було проголошено радянську владу. На протибільшовицькому фронті 16 січня 1920 р. Другий корпус УГА просувався в напрямку на Бершадь. По оголошенні створення ЧУГА Другий корпус УГА займав позиції в районі міста.

### Перший радянський період
1922 року Бершадь стала центром Ольгопільського повіту. В 1923 році в місті були створені сільськогосподарські артілі «Колос» і «Серп».
В Другу світову війну Бершадь двічі ставала ареною бойових дій. 29 липня 1941 року Бершадь була зайнята частинами І-го угорського корпусу (командувач Бела Міклош), які в ході наступу по лінії Тульчин-Тростянець-Бершадь відбили контратаку радянських військ під Гордієвкою і зупинились в Бершаді на відпочинок. Згодом Бершадь ввійшла до складу Трансністрії — румунської окупаційної зони в Україні. Окупаційна влада влаштувала єврейське гетто, де тримала євреїв міста, а також привезених з Бессарабії і Буковини. Багато мешканців ґетта загинуло від голоду і хвороб або вбито. В другий раз фронт пройшов через Бершадь 14 березня 1944 року, коли вона була визволена військами Другого Українського фронту радянської армії.

## Новітня історія
Преосвященний Михаїл, єпископ Вінницький і Брацлавський, 27 серпня 2015 року у Бершаді звершив чин заснування храму на честь Покрови Пресвятої Богородиці.

## Промисловість
Спиртовий комбінат(побудований в 1851 р.), заводи сухого молока та металевих виробів, меблева та швейна фабрики. Електротехнічний завод, цегельний завод, завод продтоварів, харчові підприємства.
1827 році в Бершаді був побудований перший в Україні цукровий завод. І довгий час Бершадь славилася своїм цукром, а Бершадський район називали «цукровим Донбасом». Нині завод вже не виробляє цукор, у приміщенні заводу налагодили виробництво будівельних блоків із газобетону.

## Транспортне сполучення
У місті Бершадь діє автовокзал. Також можна скористатися залізницею.
У передмісті Бершаді розташована однойменна залізнична станція вузькоколійної залізниці Голованівськ-Гайворон-Рудниця.
Від ст. Гайворон відправляються приміські вузькоколійні дизель-поїзди Гайворон-Рудниця, роблячи зупинки: Передбужжя, 5 км, Піонер, Осіївка, Устя, Кириївка, станція Бершадь, Яланець, Каташин, Дохно, Куренівка, Щербакове, Нефар.
На ст. Рудниця можлива пересадка на приміські поїзди до ст. Одеса (через Попелюхи, Кодиму, Котовськ, Роздільну I), до ст. Вапнярка (через Крижопіль) та пасажирські поїзди.
Після прибуття в Гайворон частина поїздів далі йде на Голованівськ. На ст. Голованівськ здійснюється пересадка на приміський поїзд (уже широкої колії) до ст. Помічна (через Йосипівку, Підгородну, Первомайськ).

## Відомі люди

### Народилися
- Бабій Ігор Леонідович (1971 р. н.) — український громадський діяч, меценат, артменеджер та митець, відомий під творчим псевдонімом VarrIng.
- Березенко Валентина Сергіївна (* 1962) — вчена в галузі медицини (дитяча гастроентерологія та дитяча гепатологія). Доктор медичних наук, професор.
- Бершацький Рефаель (рабин Рефаель з міста Бершадь; пом. 1827) — цадик, похований у Таращі.
- Гейзер Матвій Мойсейович (1940—2018) — російський журналіст, літератор, публіцист та театрознавець, заслужений вчитель Російської Федерації, доктор філологічних наук.
- Дремлюх В'ячеслав Анатолійович (1991—2014) — військовослужбовець 7-го полку армійської авіації (Сухопутні війська Збройних Сил України). Загинув під Іловайськом.
- Коваленко Юрій Вікторович (1977—2014) — підполковник Збройних сил України, Герой України.
- Красіленко Володимир Андрійович (1931 р. н.) — український поет-сатирик.
- Матвієнко Анатолій Сергійович (1953—2020) — український політик.
- Прушковський Вітольд (1846—1896) — польський живописець і рисувальник.
- Райзін Яків Григорович — графік.
- Ставнійчук Марина Іванівна (1965 р. н.) — заслужений юрист України.
- Фішер Рафаїл Ісакович — графік.
- Фоменко Олександра Миколаївна (1923—2007) — народна артистка УРСР.
- Шварцман Роман Маркович (1936 р. н.) — голова Одеської регіональної асоціації євреїв — колишніх в'язнів гетто і нацистських концтаборів.

## Структура місцевого самоврядування

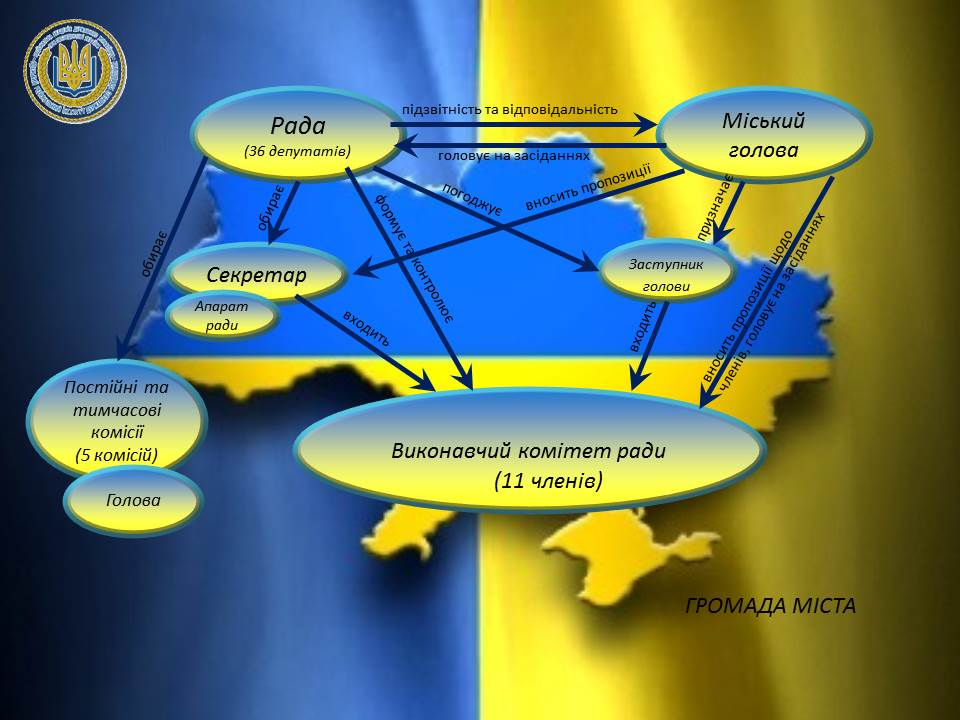
Структура місцевого самоврядування міста Бершадь

Головною посадовою особою територіальної громади міста Бершадь є міський голова, який обирається територіальною громадою строком на п'ять років і здійснює свої повноваження на постійній основі. Міський голова очолює виконавчий комітет Бершадської міської ради, головує на засіданнях ради і є підзвітним та відповідальним перед міською радою. До міської ради обирається 34 депутати за системою відкритих партійних списків. Рада формує постійні та тимчасові депутатські комісії, погоджує кандидатів на посаду заступника міського голови. Обирає за поданням міського голови секретаря ради та членів виконавчого комітету. До складу виконкому входять 36 членів серед яких голова міської ради, секретар ради, керуючий справами (секретар виконкому) та заступники голови працюють на постійній основі.

## Пам'ятки
- Ботанічна пам'ятка природи місцевого значення Дуб-велетень

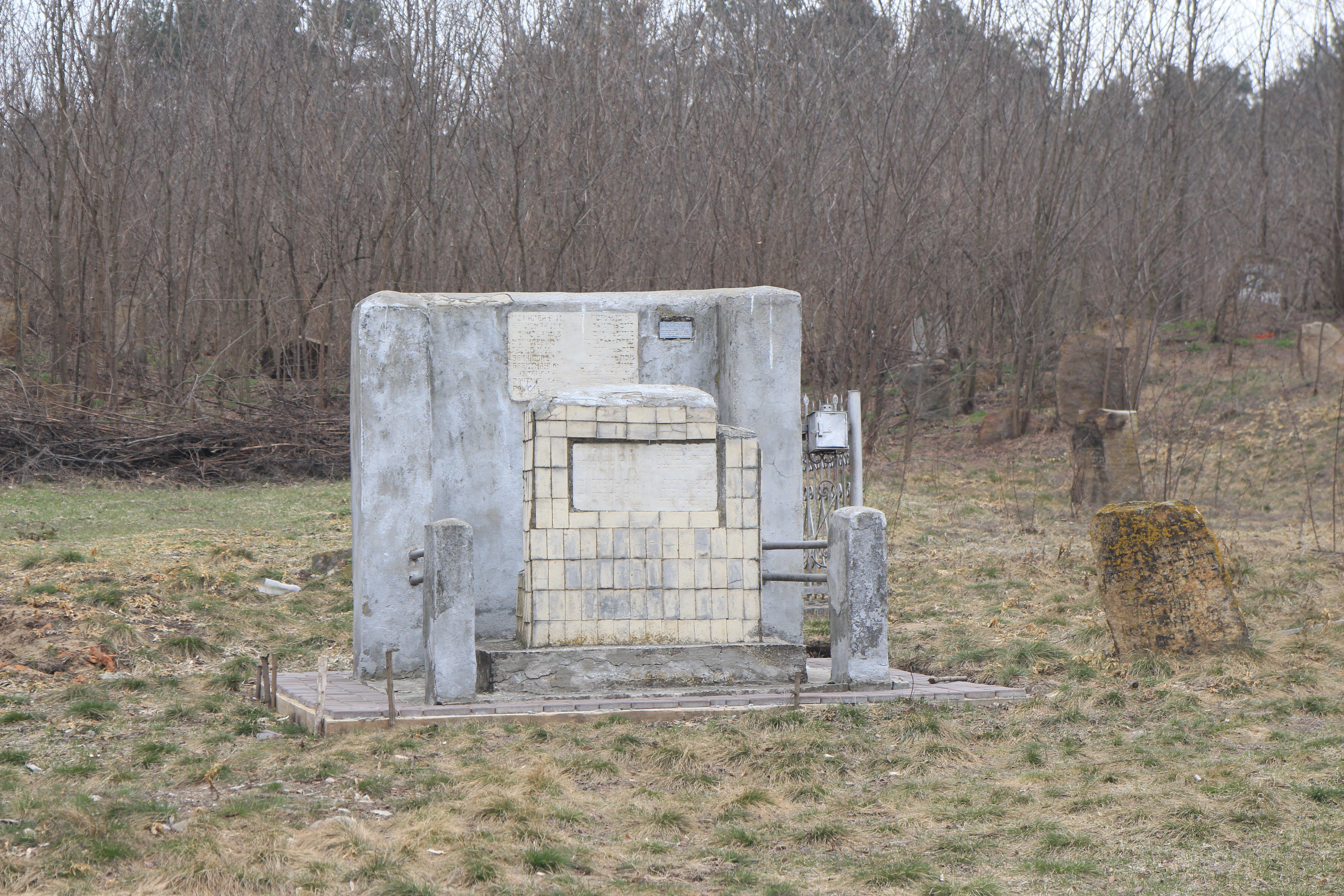
Єврейське кладовище

## Галерея

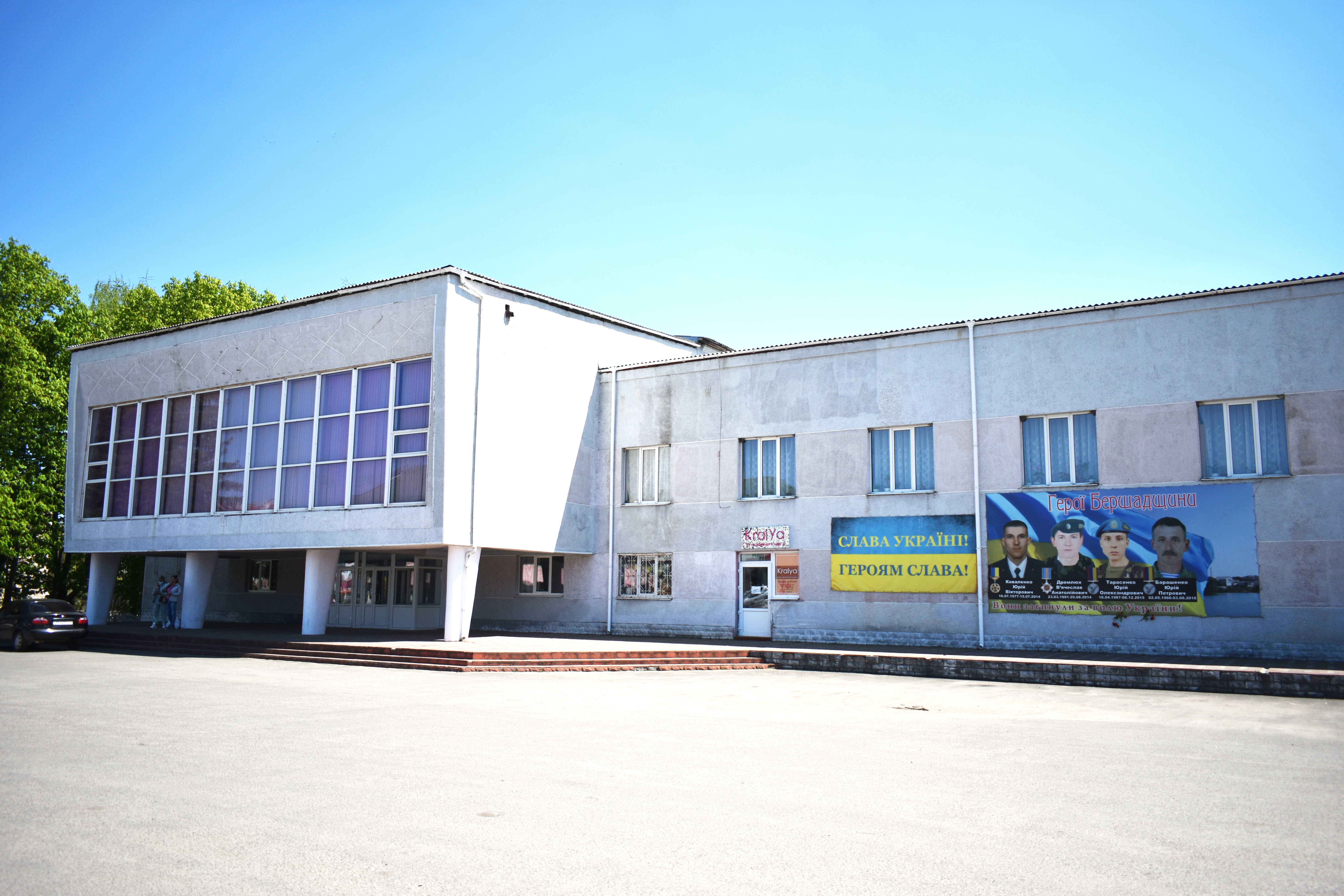
Районна бібліотека
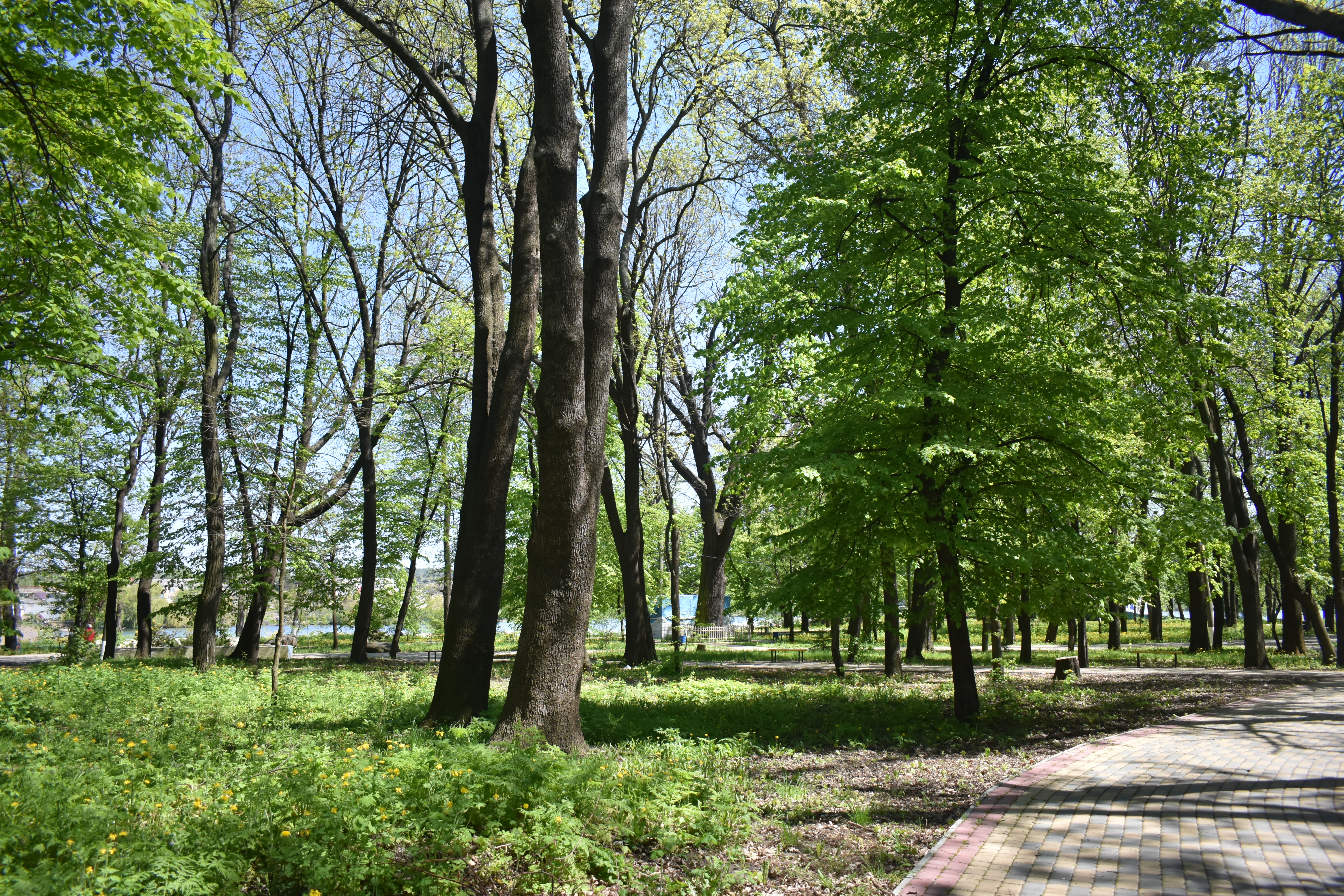
Центральний парк
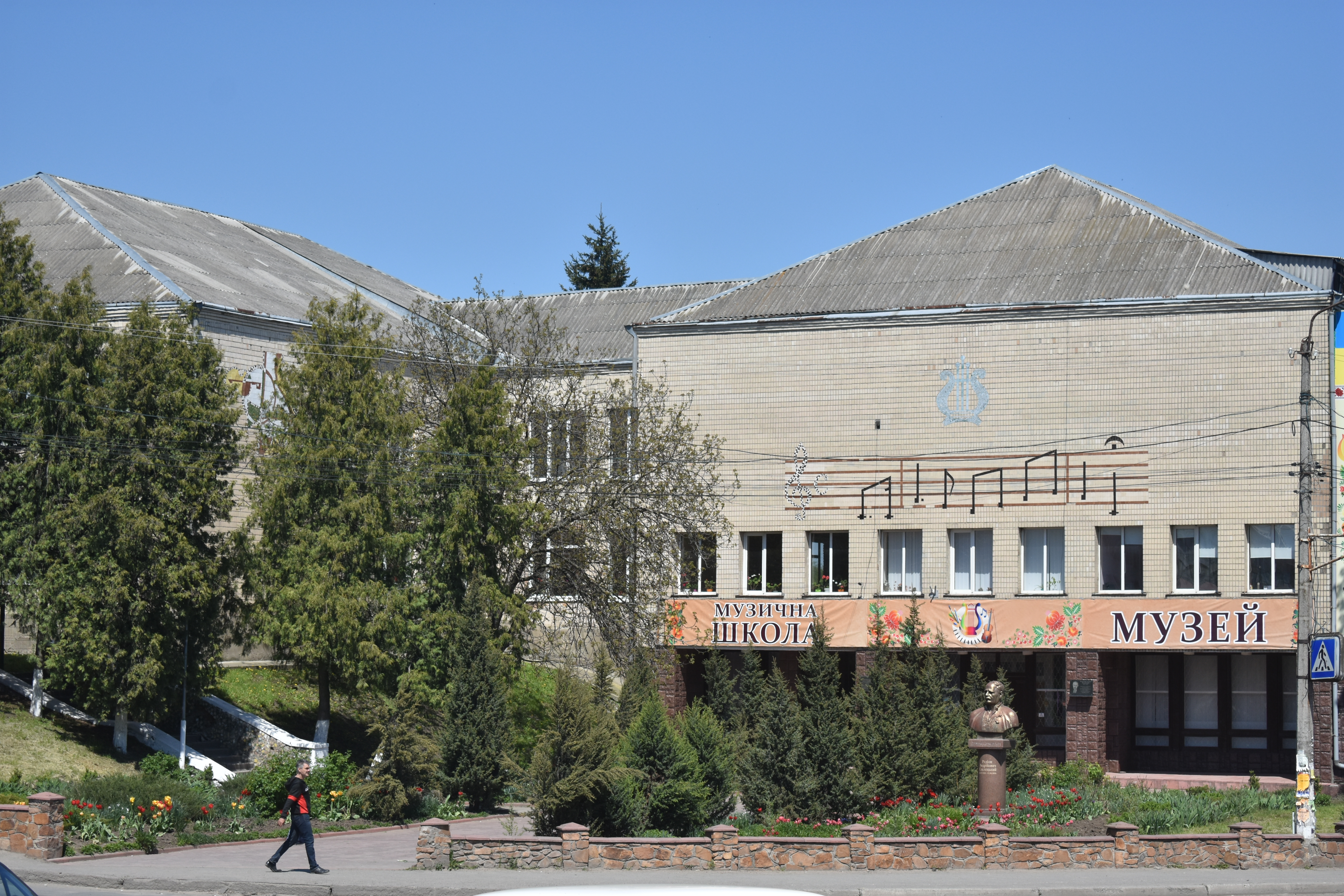
Музична школа
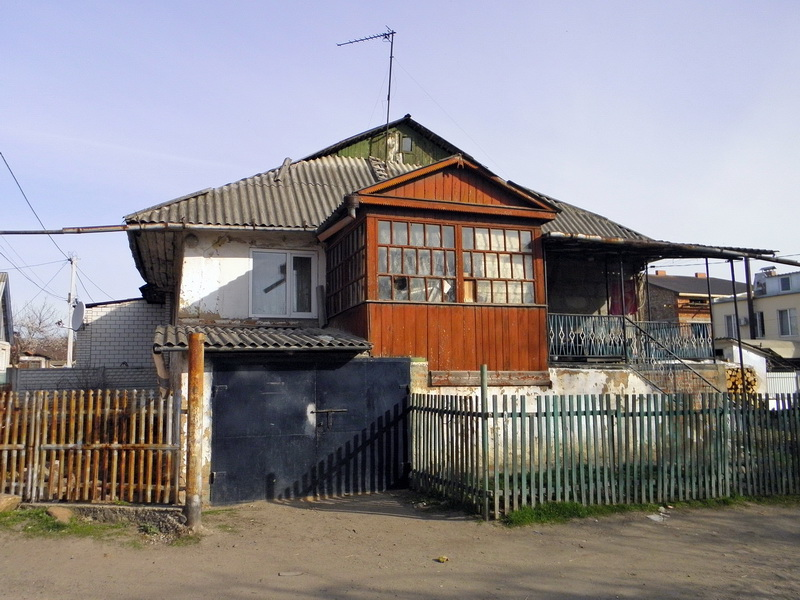
Єврейський будинок
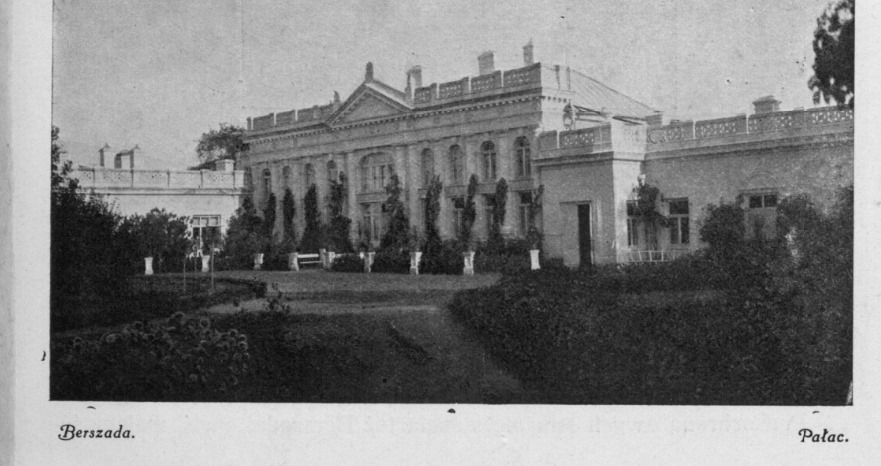
Бершадський палац